# Weyer (Oostenrijk)
Weyer is een gemeente in de Oostenrijkse deelstaat Opper-Oostenrijk, gelegen in het district Steyr-Land. De gemeente heeft ongeveer 4150 inwoners. In 2007 zijn de voormalige gemeenten Weyer-Land en Weyer-Markt gefuseerd tot de nieuwe gemeente Weyer, waarmee de situatie van voor 1897 werd hersteld.

## Geografie
Weyer heeft een oppervlakte van 224 km². De gemeente ligt in het zuidoosten van de deelstaat Opper-Oostenrijk, in het centrum van Oostenrijk. In het zuidoosten ligt de deelstaat Neder-Oostenrijk.

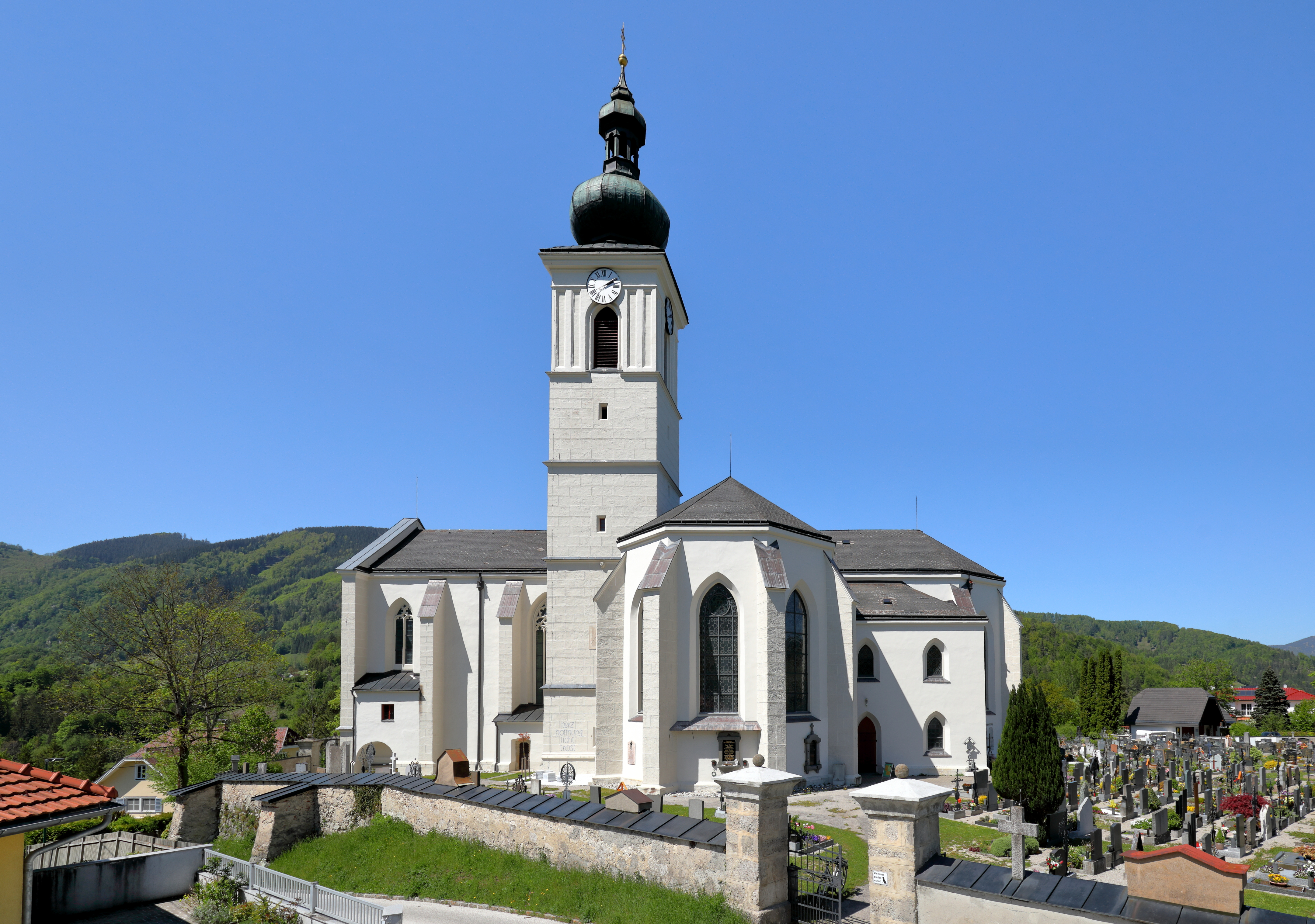
Parochiekerk van Weyer

Adlwang · Aschach an der Steyr · Bad Hall · Dietach · Gaflenz · Garsten · Großraming · Laussa · Losenstein · Maria Neustift · Pfarrkirchen bei Bad Hall · Reichraming · Rohr im Kremstal · Schiedlberg · Sierning · St. Ulrich bei Steyr · Ternberg · Waldneukirchen · Weyer · Wolfern
- Gemeinsame Normdatei: 16022436-6
- MusicBrainz: e824e65f-5c14-45a9-802b-fba4161391b8
- Nationale Bibliotheek van Tsjechië: ge505750
- Virtual International Authority File: 243225658